# Vale (Arcos de Valdevez)
Vale es una freguesia portuguesa situada en el municipio de Arcos de Valdevez. Según el censo de 2021, tiene una población de 662 habitantes.